# Montoussé
Montoussé est une commune française située dans l'est du département des Hautes-Pyrénées, en région Occitanie. Sur le plan historique et culturel, la commune est dans le Pays d'Aure, constitué de la vallée de la Neste (en aval de Sarrancolin), de la vallée d'Aure (en amont de Sarrancolin) et de la vallée du Louron.
Exposée à un climat de montagne, elle est drainée par la Neste et par divers autres petits cours d'eau. La commune possède un patrimoine naturel remarquable : un site Natura 2000 (« Garonne, Ariège, Hers, Salat, Pique et Neste ») et quatre zones naturelles d'intérêt écologique, faunistique et floristique.
Montoussé est une commune rurale qui compte 248 habitants en 2022, après avoir connu un pic de population de 694 habitants en 1851. Elle fait partie de l'aire d'attraction de Lannemezan. Ses habitants sont appelés les Montouséens ou  Montouséennes.
Des gisements préhistoriques ont livré des vestiges de faune du Pléistocène inférieur (antérieur à 90 000 ans) et du Pléistocène moyen (antérieur à 350 000 ans).

## Géographie

### Localisation
La commune de Montoussé se trouve dans le département des Hautes-Pyrénées, en région Occitanie.
Elle se situe à 33 km à vol d'oiseau de Tarbes, préfecture du département, à 22 km de Bagnères-de-Bigorre, sous-préfecture, et à 9 km de Capvern, bureau centralisateur du canton de Neste, Aure et Louron dont dépend la commune depuis 2015 pour les élections départementales.
La commune fait en outre partie du bassin de vie de Lannemezan.
Les communes les plus proches sont : 
Escala (2,0 km), Bizous (2,2 km), Tuzaguet (2,4 km), Montsérié (2,6 km), Saint-Arroman (2,6 km), La Barthe-de-Neste (2,9 km), Izaux (3,2 km), Gazave (3,3 km).
Sur le plan historique et culturel, Montoussé fait partie de la région gasconne de Magnoac, située sur le plateau de Lannemezan, qui reprend une partie de l’ancien Nébouzan, qui possédait plusieurs enclaves au cœur de la province de Comminges et a évolué dans ses frontières jusqu’à plus ou moins disparaitre.

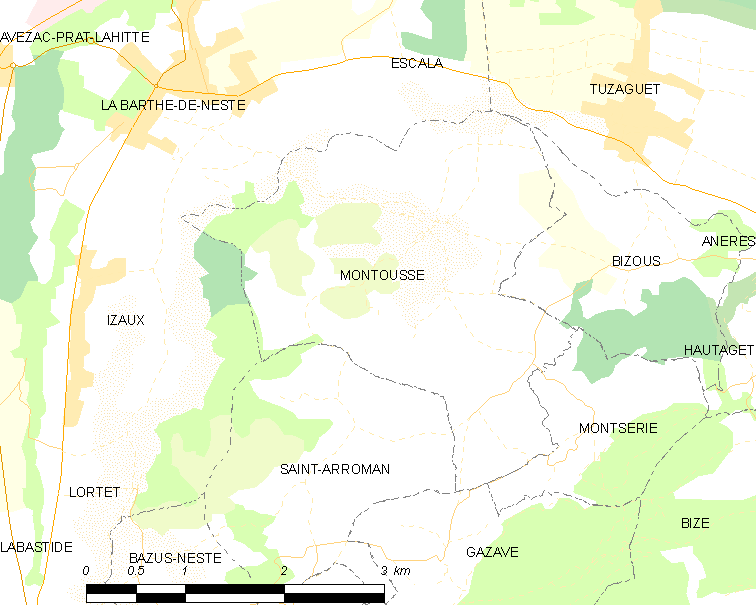
Carte de la commune de Montoussé et des proches communes.

Montussé est limitrophe avec huit communes.
| La Barthe-de-Neste | Escala    | Tuzaguet (par un quadripoint) |
| Izaux              | Montoussé | Bizous                        |
| Saint-Arroman      | Gazave    | Montsérié                     |

### Hydrographie
La commune est dans le bassin versant de la Garonne, au sein du bassin hydrographique Adour-Garonne. Elle est drainée par le Neste, un bras de la Neste et par divers petits cours d'eau, constituant un réseau hydrographique de 7 km de longueur totale,.
Le Neste, d'une longueur totale de 73,1 km, prend sa source dans la commune d'Aragnouet et s'écoule vers le nord puis se réoriente vers l'est. Il traverse la commune et se jette dans la Garonne à Montréjeau, après avoir traversé 34 communes.

### Climat
Le climat qui caractérise la commune est qualifié, en 2010, de « climat océanique dégradé des plaines du Centre et du Nord », selon la typologie des climats de la France qui compte alors huit grands types de climats en métropole. En 2020, la commune ressort du type « climat océanique altéré » dans la classification établie par Météo-France, qui ne compte désormais, en première approche, que cinq grands types de climats en métropole. Il s’agit d’une zone de transition entre le climat océanique et les climats de montagne et semi-continental. Les écarts de température entre hiver et été augmentent avec l'éloignement de la mer. La pluviométrie est plus faible qu'en bord de mer, sauf aux abords des reliefs.
Les paramètres climatiques qui ont permis d’établir la typologie de 2010 comportent six variables pour les températures et huit pour les précipitations, dont les valeurs correspondent à la normale 1971-2000. Les sept principales variables caractérisant la commune sont présentées dans l'encadré ci-après.
| Paramètres climatiques communaux sur la période 1971-2000 - Moyenne annuelle de température : 11,5 °C - Nombre de jours avec une température inférieure à −5 °C : 3,6 j - Nombre de jours avec une température supérieure à 30 °C : 5,8 j - Amplitude thermique annuelle : 14,7 °C - Cumuls annuels de précipitation : 1 025 mm - Nombre de jours de précipitation en janvier : 9,7 j - Nombre de jours de précipitation en juillet : 7,4 j |

Avec le changement climatique, ces variables ont évolué. Une étude réalisée en 2014 par la Direction générale de l'Énergie et du Climat complétée par des études régionales prévoit en effet que la  température moyenne devrait croître et la pluviométrie moyenne baisser, avec toutefois de fortes variations régionales. Ces changements peuvent être constatés sur la station météorologique de Météo-France la plus proche, « Nestier », sur la commune de Nestier, mise en service en 1946 et qui se trouve à 5 km à vol d'oiseau,, où la température moyenne annuelle est de 11,8 °C et la hauteur de précipitations de 1 049,8 mm pour la période 1981-2010.
Sur la station météorologique historique la plus proche, « Tarbes-Lourdes-Pyrénées », sur la commune d'Ossun, mise en service en 1946 et à 38 km, la température moyenne annuelle évolue de 12,2 °C pour la période 1971-2000, à 12,6 °C pour 1981-2010, puis à 12,9 °C pour 1991-2020.

### Milieux naturels et biodiversité

#### Réseau Natura 2000

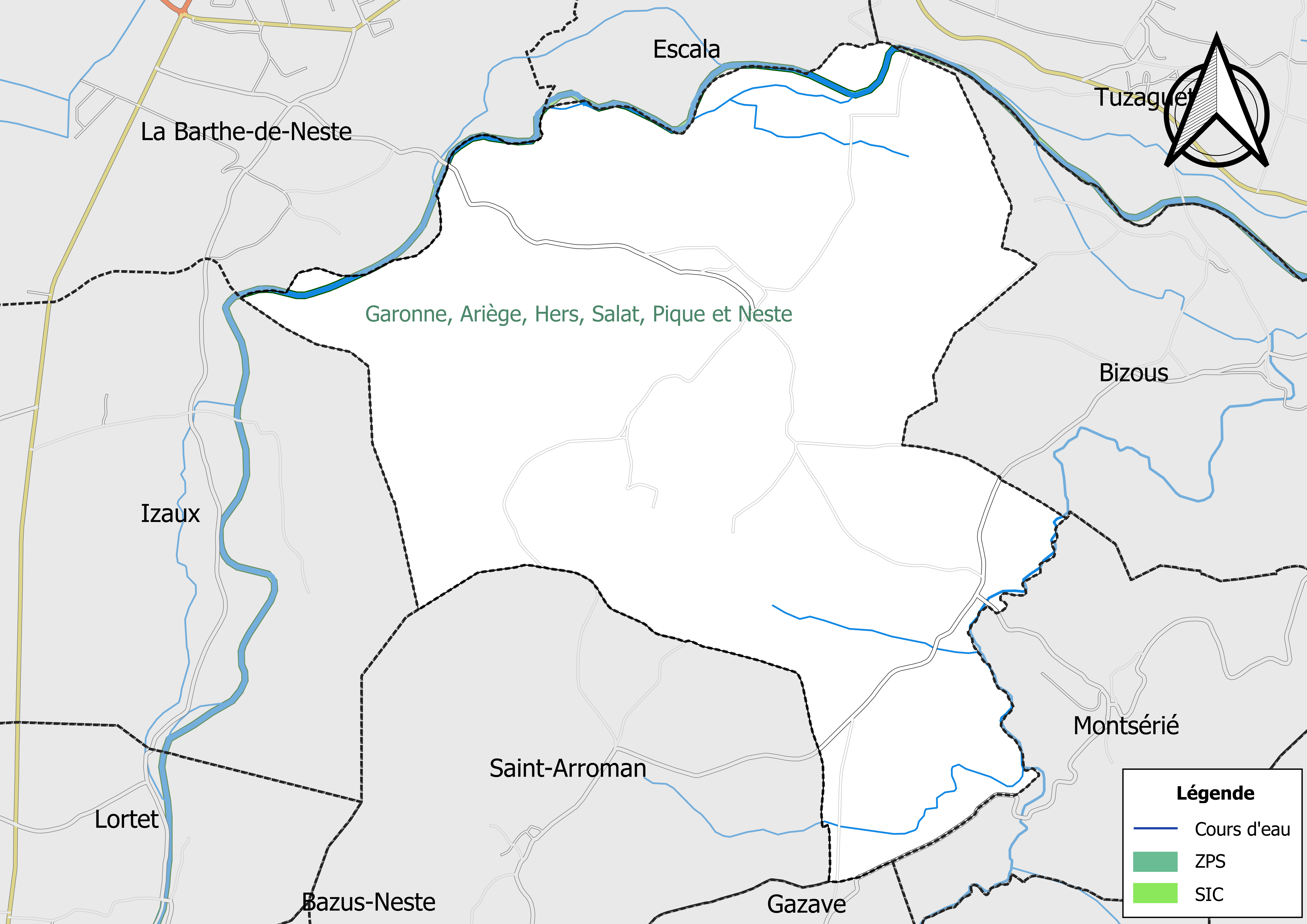
Site Natura 2000 sur le territoire communal.

Le réseau Natura 2000 est un réseau écologique européen de sites naturels d'intérêt écologique élaboré à partir des directives habitats et oiseaux, constitué de zones spéciales de conservation (ZSC) et de zones de protection spéciale (ZPS).
Un site Natura 2000 a été défini sur la commune au titre de la directive habitats : « garonne, Ariège, Hers, Salat, Pique et Neste », d'une superficie de 9 581 ha, un réseau hydrographique pour les poissons migrateurs (zones de frayères actives et potentielles importantes pour le Saumon en particulier qui fait l'objet d'alevinages réguliers et dont des adultes atteignent déjà Foix sur l'Ariège.

#### Zones naturelles d'intérêt écologique, faunistique et floristique
L’inventaire des zones naturelles d'intérêt écologique, faunistique et floristique (ZNIEFF) a pour objectif de réaliser une couverture des zones les plus intéressantes sur le plan écologique, essentiellement dans la perspective d’améliorer la connaissance du patrimoine naturel national et de fournir aux différents décideurs un outil d’aide à la prise en compte de l’environnement dans l’aménagement du territoire.
Deux ZNIEFF de type 1 sont recensées sur la commune :
la « Neste moyenne et aval » (283 ha), couvrant 25 communes dont une dans la Haute-Garonne et 24 dans les Hautes-Pyrénées et 
le « réseau hydrographique du Nistos » (79 ha), couvrant 14 communes du département
et deux ZNIEFF de type 2, : 
- les « Garonne amont, Pique et Neste » (1 788 ha), couvrant 112 communes dont 42 dans la Haute-Garonne et 70 dans les Hautes-Pyrénées[28] ;
- le « piémont calcaire, forestier et montagnard du Nistos en rive droite de la Neste » (15 195 ha), couvrant 26 communes dont une dans la Haute-Garonne et 25 dans les Hautes-Pyrénées[29].

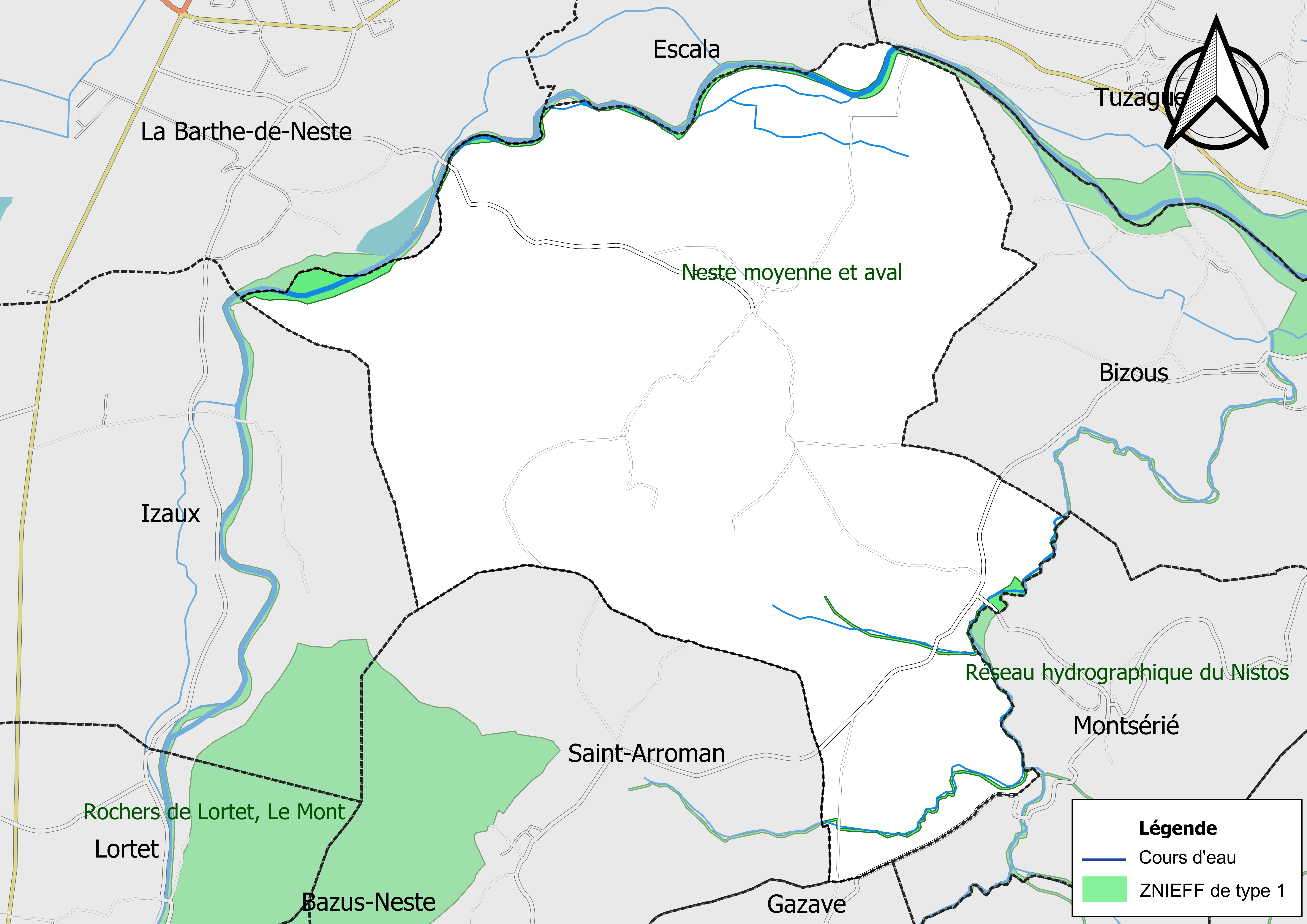
Carte des ZNIEFF de type 1 sur la commune.
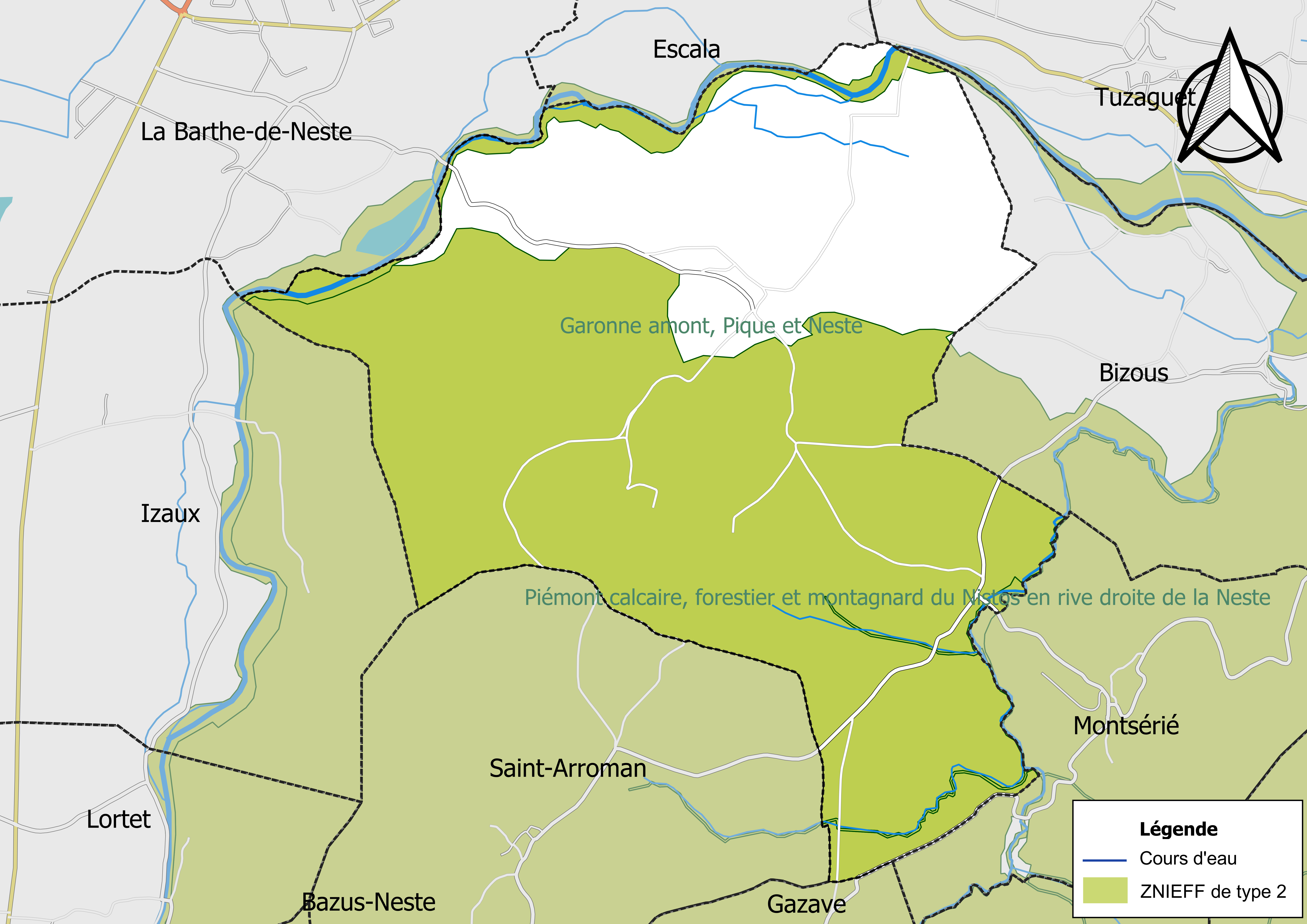
Carte des ZNIEFF de type 2 sur la commune.

## Urbanisme

### Typologie
Au 1er janvier 2024, Montoussé est catégorisée commune rurale à habitat dispersé, selon la nouvelle grille communale de densité à sept niveaux définie par l'Insee en 2022.
Elle est située hors unité urbaine. Par ailleurs la commune fait partie de l'aire d'attraction de Lannemezan, dont elle est une commune de la couronne,. Cette aire, qui regroupe 65 communes, est catégorisée dans les aires de moins de 50 000 habitants,.

### Occupation des sols
L'occupation des sols de la commune, telle qu'elle ressort de la base de données européenne d’occupation biophysique des sols Corine Land Cover (CLC), est marquée par l'importance des territoires agricoles (85,2 % en 2018), une proportion identique à celle de 1990 (85,2 %). La répartition détaillée en 2018 est la suivante : 
zones agricoles hétérogènes (78,1 %), milieux à végétation arbustive et/ou herbacée (10,4 %), prairies (4,4 %), forêts (4,4 %), terres arables (2,7 %).
L'IGN met par ailleurs à disposition un outil en ligne permettant de comparer l’évolution dans le temps de l’occupation des sols de la commune (ou de territoires à des échelles différentes). Plusieurs époques sont accessibles sous forme de cartes ou photos aériennes : la carte de Cassini (XVIIIe siècle), la carte d'état-major (1820-1866) et la période actuelle (1950 à aujourd'hui).

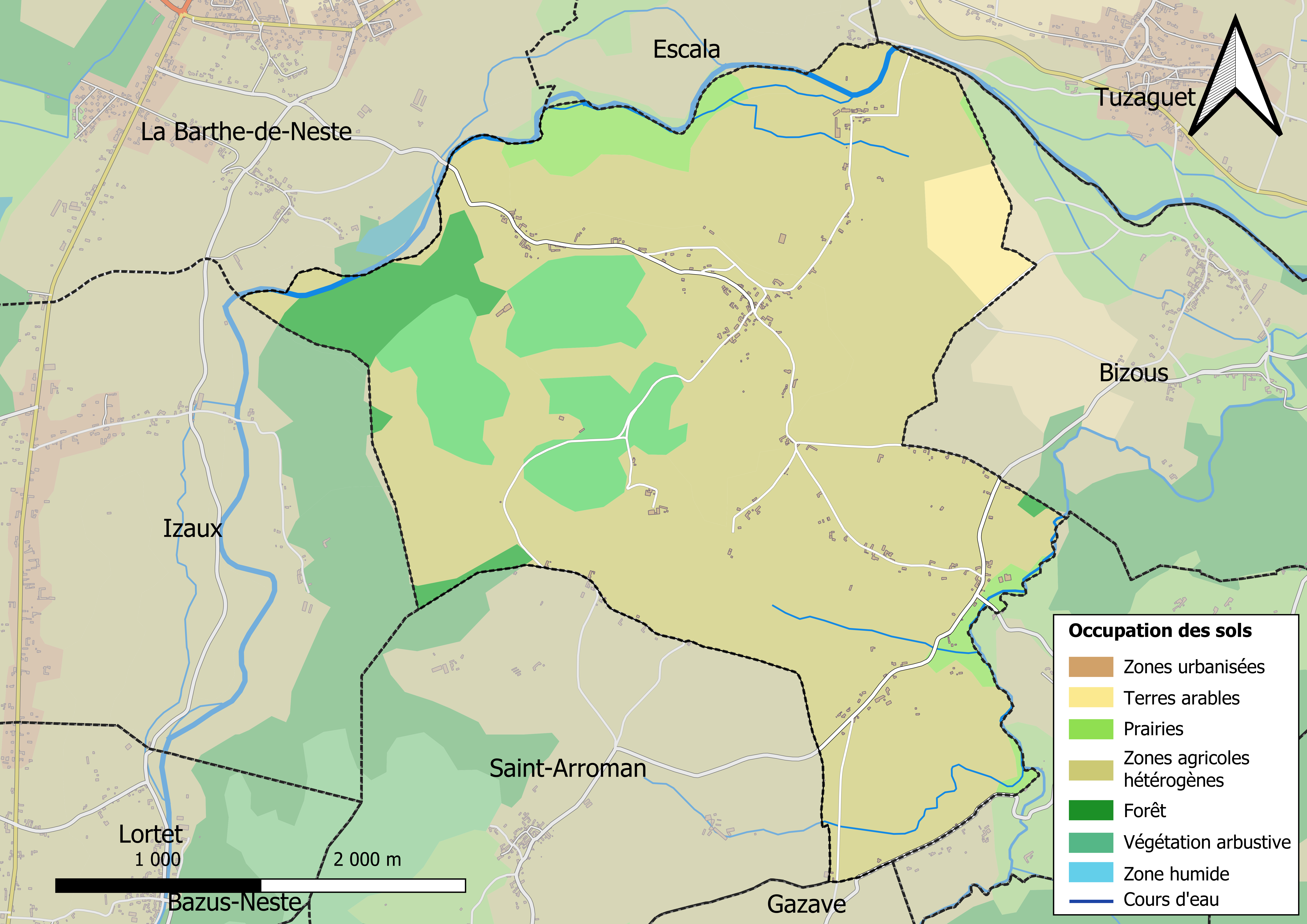
Carte des infrastructures et de l'occupation des sols en 2018 (CLC) de la commune.
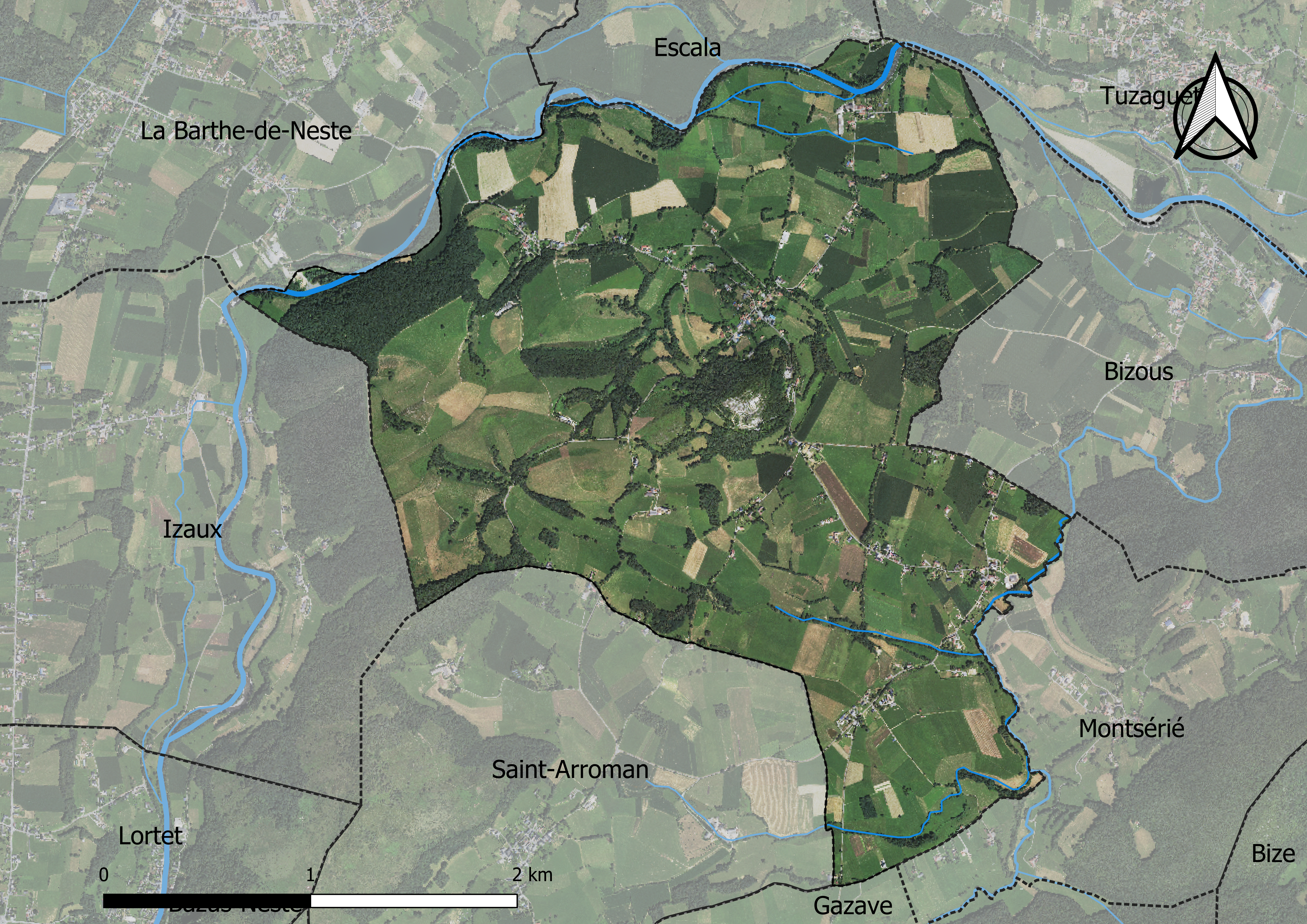
Carte orthophotogrammétrique de la commune.

### Logement
En 2012, le nombre total de logements dans la commune est de 142.
Parmi ces logements, 72,9 % sont des résidences principales, 22,0 % des résidences secondaires et 5,2 % des logements vacants.

### Voies de communication et transports
Cette commune est desservie par les routes départementales D 26 et D 142.

### Risques majeurs
Le territoire de la commune de Montoussé est vulnérable à différents aléas naturels : météorologiques (tempête, orage, neige, grand froid, canicule ou sécheresse), inondations, feux de forêts, mouvements de terrains et séisme (sismicité moyenne). Il est également exposé à un risque technologique, la rupture d'un barrage. Un site publié par le BRGM permet d'évaluer simplement et rapidement les risques d'un bien localisé soit par son adresse soit par le numéro de sa parcelle.

#### Risques naturels
Certaines parties du territoire communal sont susceptibles d’être affectées par le risque d’inondation par débordement de cours d'eau, notamment le Neste. La cartographie des zones inondables en ex-Midi-Pyrénées réalisée dans le cadre du XIe Contrat de plan État-région, visant à informer les citoyens et les décideurs sur le risque d’inondation, est accessible sur le site de la DREAL Occitanie. La commune a été reconnue en état de catastrophe naturelle au titre des dommages causés par les inondations et coulées de boue survenues en 1982, 1999, 2001, 2009 et 2013,.
Montoussé est exposée au risque de feu de forêt. Un plan départemental de protection des forêts contre les incendies a été approuvé par arrêté préfectoral le 21 avril 2020 pour la période 2020-2029. Le précédent couvrait la période 2007-2017. L’emploi du feu est régi par deux types de réglementations. D’abord le code forestier et l’arrêté préfectoral du 27 octobre 2014, qui réglementent l’emploi du feu à moins de 200 m des espaces naturels combustibles sur l’ensemble du département. Ensuite celle établie dans le cadre de la lutte contre la pollution de l’air, qui interdit le brûlage des déchets verts des particuliers. L’écobuage est quant à lui réglementé dans le cadre de commissions locales d’écobuage (CLE).

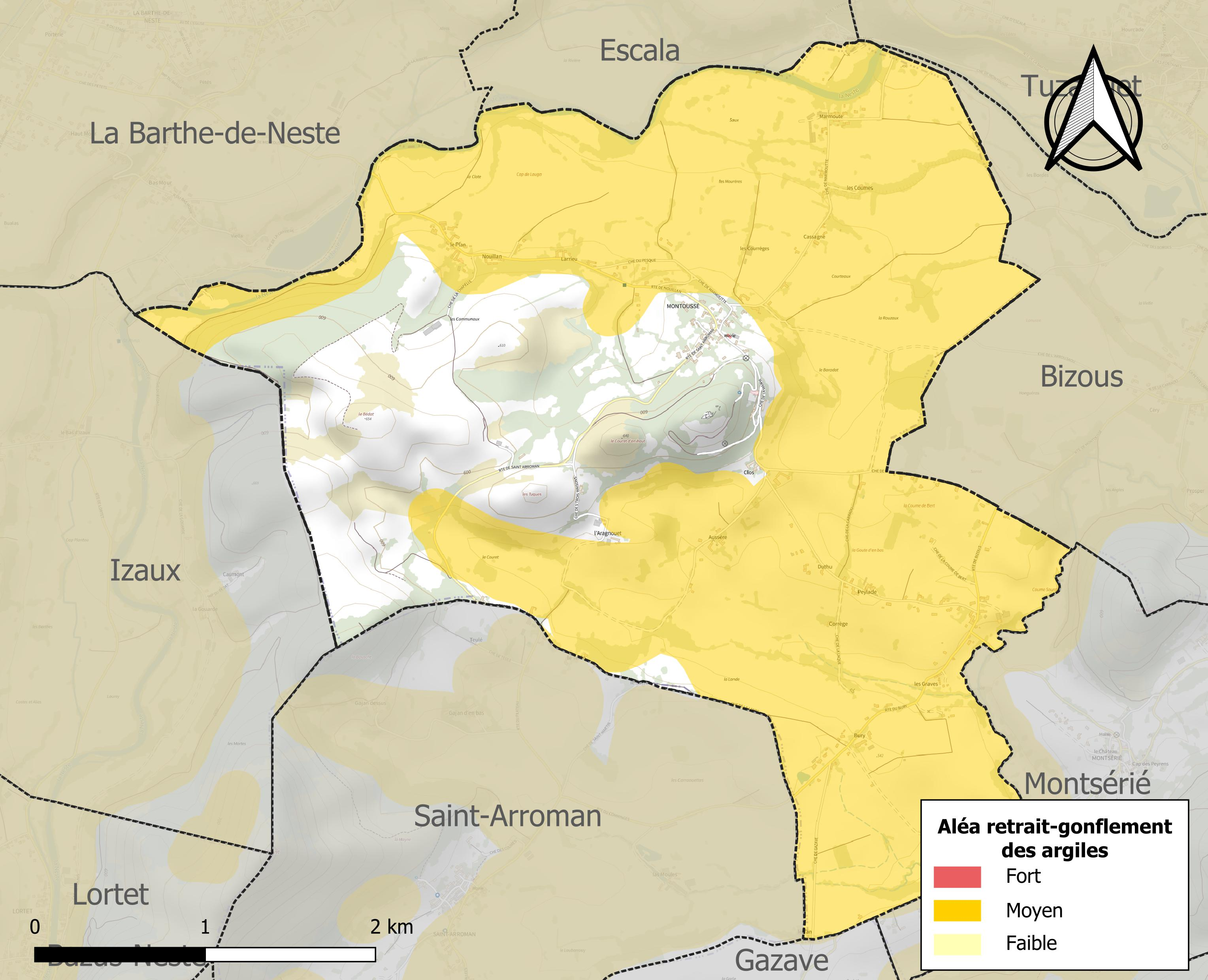
Carte des zones d'aléa retrait-gonflement des sols argileux de Montoussé.

Les mouvements de terrains susceptibles de se produire sur la commune sont des mouvements de sols liés à la présence d'argile et des tassements différentiels.
Le retrait-gonflement des sols argileux est susceptible d'engendrer des dommages importants aux bâtiments en cas d’alternance de périodes de sécheresse et de pluie. 72,6 % de la superficie communale est en aléa moyen ou fort (44,5 % au niveau départemental et 48,5 % au niveau national). Sur les 146 bâtiments dénombrés sur la commune en 2019, 112 sont en aléa moyen ou fort, soit 77 %, à comparer aux 75 % au niveau départemental et 54 % au niveau national. Une cartographie de l'exposition du territoire national au retrait gonflement des sols argileux est disponible sur le site du BRGM,.
Par ailleurs, afin de mieux appréhender le risque d’affaissement de terrain, l'inventaire national des cavités souterraines permet de localiser celles situées sur la commune.
Concernant les mouvements de terrains, la commune a été reconnue en état de catastrophe naturelle au titre des dommages causés par la sécheresse en 1989 et par des mouvements de terrain en 1999.

#### Risques technologiques
La commune est en outre située en aval d'un barrage de classe A. À ce titre elle est susceptible d’être touchée par l’onde de submersion consécutive à la rupture de cet ouvrage.

## Toponymie

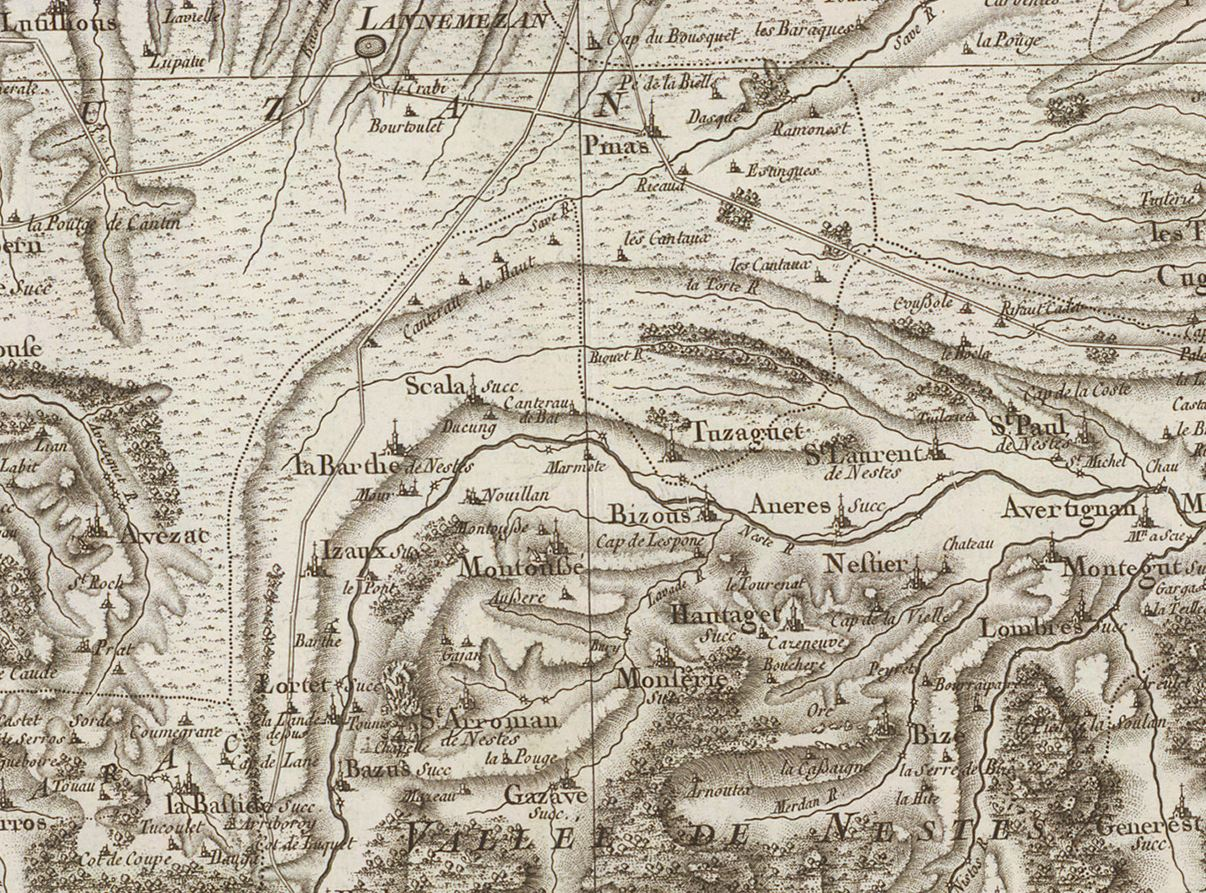
Extrait de la carte de Cassini (entre 1756 et 1789) situant Montoussé au sud de Lannemezan.

On trouvera les principales informations dans le Dictionnaire toponymique des communes des Hautes-Pyrénées de Michel Grosclaude et Jean-François Le Nail qui rapporte les dénominations historiques du village :
Dénominations historiques
- de Monte Urserio, latin (1313, Debita regi Navarre ; 1387, pouillé du Comminges) ;
- Montoussé (fin XVIIIe siècle, carte de Cassini).

Étymologie
Probablement de mont (= mont) et ossèr (où il y a l'ours, ou des ours).
Nom occitan
Montorsèr.

## Histoire

### Préhistoire
Montoussé 1 et Montoussé 2
La carrière sur le flanc sud de la butte où se trouve le village a ouvert en 1892 deux brèches (Montoussé 1 et Montoussé 2) qui ont livré des vestiges datés pat H. Halimen de la glaciation de Mindel (antérieur à 350 000 ans, Pléistocène moyen). É. Harlé a publié une étude de leur faune en 1892 : Ursus différent du spelaeus, lynx, Canis plus petit que l'espèce contemporaine, Rhinoceros merckii, Sus, cerf élaphe, chevreuil, bison, renard, Equus caballus, Lepus, lapin, hérisson, taupe, musaraigne, marmotte, Arvicola (2 espèces), oiseaux, batraciens, Helix. Cette collection a été donnée au Muséum de Bordeaux. François Prat (1956) en fait une révision partielle et précise la variété du cheval, Equus caballus mosbachensis. Elle est aussi étudiée par C. Suire (1969) qui identifie Canis etruscus, et par C. Guérin qui y reconnaît Dicerorhinus hemitoechus peu évolué.
Montoussé 3
Une troisième brèche (Montoussé 3) est ouverte vers 1971 par les travaux de la carrière, à environ 20 m à l'ouest des deux premières brèches, et fait l'objet d'une fouille de sauvetage en 1972. Cette poche haute de 2,50 m a livré un remplissage naturel provenant de la surface, avec deux niveaux principaux :
- Une couche inférieure, essentiellement argileuse, non atteinte par la calcification et très riche en petite faune ou microfaune[44].
- Une couche supérieure avec un remplissage de brèche argileuse calcifiée et des blocs calcaires aux arêtes très émoussées. Sa calcification parfois intense, mais d'aspects variés, s'est formée à partir d'infiltrations à travers le remplissage. Sa teinte générale est rougeâtre (rouge foncé à rouge jaune du code Cailleux-Taylor). Les espèces rencontrées sont nombreuses : Equus caballus, grand bovidé, Cervus voisin de l'élaphe, Capreolus, Ursus deningeri, Canis etruscus, renard, Felis plus petit que sylvestris, Felis de taille intermédiaire entre sylvestris et lynx, Meles meles, deux mustélidés, plusieurs lagomorphes, deux talpidés, Erinaceidae, Drepanosorex austriacus, Sorex runtonensis, Neomys sp., Soriculus brachygnathus, Soriculus nov. sp., Crocidura robusta, Microtus arvalis, Microtus agrestis, Microtus brecciensis, Pitymys sp. Pitymys gregaloides, Arvicola cantiana, Clethrionomys sp., Pliomys episcopalis, Pliomys chalinei, Apodemus sylvaticus, Cricetus cricetus, Marmota marmota mesostyla, Bufo bufo, Rana temporaria, Lacerta sp., plusieurs reptiles, Emys orbicularis (cistude d'Europe), plusieurs oiseaux[44].

On y trouve quelques éléments osseux en connexion.
Montoussé 4
Cette quatrième brèche se trouve à proximité de Montoussé 3 et a livré à peu près la même faune, avec une dominance de lagomorphes et Marmota marmota mesostyla.
Montoussé 1, 2, 3 et 4 sont à environ 100 m au-dessus de la Neste.
Montoussé 5
Cette poche se trouve environ 30 m plus haut que les quatre précédentes, dans un palier supérieur de la carrière. Sa hauteur est d'environ 10 m. Son remplissage est meuble. Par endroits elle est riche en petite faune et, à un degré moindre, en grosse faune.
En juillet 1975, nous avons commencé la fouille
Une première identification, provisoire, reconnaît : Sus, deux espèces de cervidés, Ursus, grand félin du groupe des Machairodus, félin de la taille de la panthère, petit Felis, deux mustélidés, martes, plusieurs lagomorphes, Mimomys ostramosi, Mimomys pitymyoides, Mimomys tornensis, cf. Dolomys kretzoii, Pliomys lenki, Sciurus sp., Glis sp., Eliomys sp., Apodemus sp., Muscardinus sp., deux talpidés, plusieurs soricidés, nombreux batraciens et reptiles parmi lesquels un Anguidae de grande taille, probablement Ophisaurus, un chélonien, plusieurs oiseaux.
Les rongeurs montrent une nette parenté avec Osztramos 3, un gisement du Nord de la Hongrie daté du, ce qui permet d'avancer pour Montousse 5 un âge Pléistocène inférieur. Montoussé 5 serait donc le premier gisement villafranchien (antérieur à 900 000 ans) des Pyrénées Centrales.

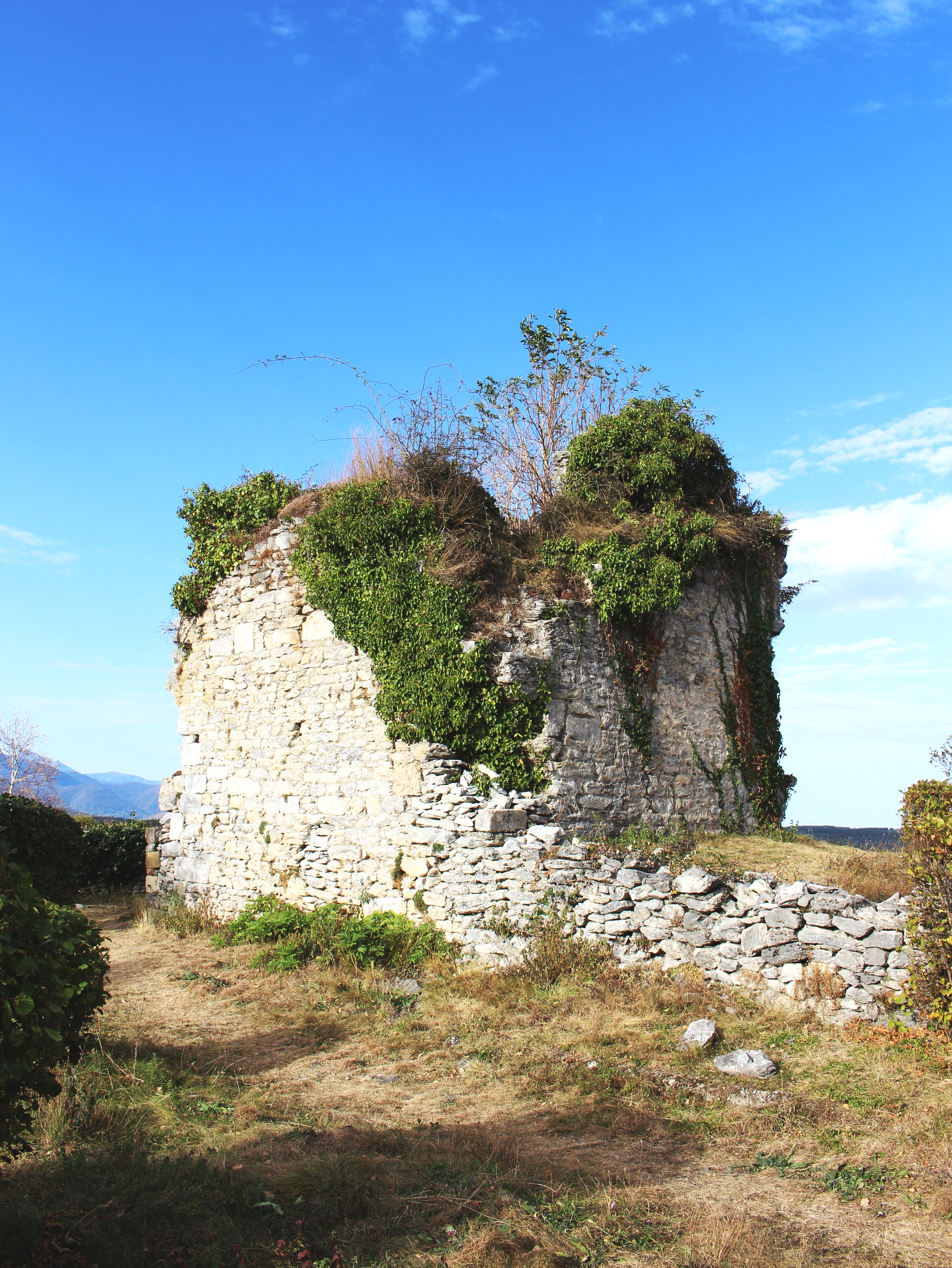
Le château.

### Apparitions de la Vierge
Le 23 juin 1848, vers midi, onze personnes dont des adultes et trois fillettes jouant à côté d'une chapelle en ruines auraient vu une illumination représentant la statue miraculeuse de Notre-Dame de Nouillan. La Vierge apparaît jusqu’en juin 1849. Un culte marial se développe et le sanctuaire des apparitions devient un lieu de pèlerinage,,.

### Cadastre napoléonien de Montoussé
Le plan cadastral napoléonien de Montoussé est consultable sur le site des archives départementales des Hautes-Pyrénées.

## Politique et administration

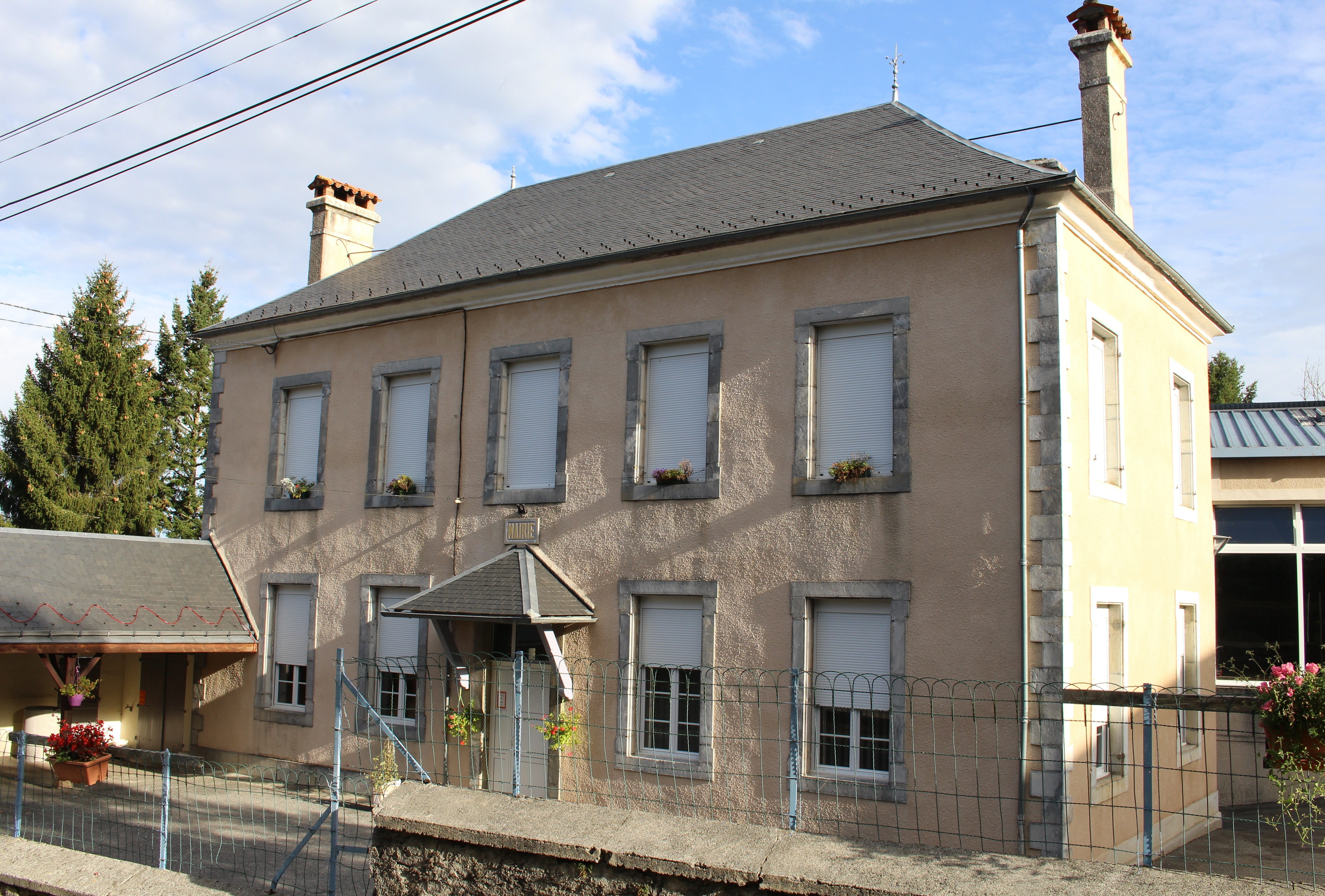
La mairie en 2014.

### Liste des maires
| Période                                  | Période      | Identité         | Étiquette | Qualité |
| ---------------------------------------- | ------------ | ---------------- | --------- | ------- |
| Les données manquantes sont à compléter. |              |                  |           |         |
|                                          |              |                  |           |         |
| avant 1981                               | mars 1983    | Georges Dassain  |           |         |
| mars 1983                                | 2005         | Jacques Brancard |           |         |
|                                          |              |                  |           |         |
| mars 2008                                | février 2011 | Albert Pène      |           |         |
| février 2011                             | En cours     | Christiane Rotgé |           |         |

### Rattachements administratifs et électoraux

#### Historique administratif
Sénéchaussée de Toulouse, élection de Rivière-Verdun, seigneurie de Montoussé, canton de Nestier, La Barthe-de-Neste (depuis 1790).

#### Intercommunalité
Montoussé appartient à la communauté de communes du Plateau de Lannemezan Neste-Baronnies-Baïses créée en janvier 2017 et qui réunit 57 communes.

## Population et société

### Démographie

#### Évolution démographique

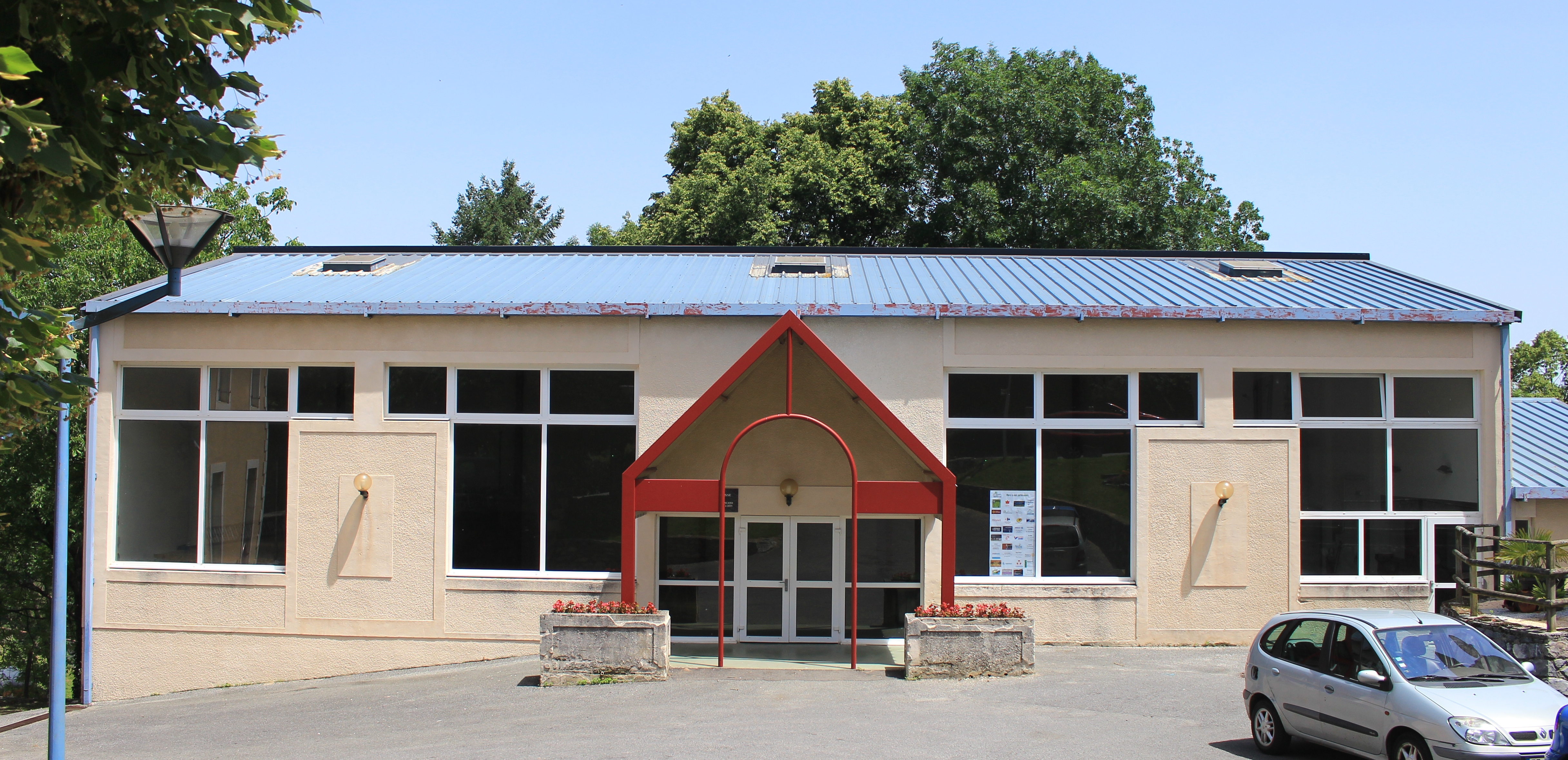
Le foyer rural en 2019.

| 1793 | 1800 | 1806 | 1821 | 1831 | 1836 | 1841 | 1846 | 1851 |
| ---- | ---- | ---- | ---- | ---- | ---- | ---- | ---- | ---- |
| 478  | 548  | 535  | 506  | 625  | 648  | 644  | 690  | 694  |

| 1856 | 1861 | 1866 | 1872 | 1876 | 1881 | 1886 | 1891 | 1896 |
| ---- | ---- | ---- | ---- | ---- | ---- | ---- | ---- | ---- |
| 681  | 610  | 600  | 593  | 550  | 576  | 571  | 502  | 507  |

| 1901 | 1906 | 1911 | 1921 | 1926 | 1931 | 1936 | 1946 | 1954 |
| ---- | ---- | ---- | ---- | ---- | ---- | ---- | ---- | ---- |
| 480  | 456  | 402  | 386  | 356  | 324  | 307  | 295  | 277  |

| 1962 | 1968 | 1975 | 1982 | 1990 | 1999 | 2004 | 2006 | 2009 |
| ---- | ---- | ---- | ---- | ---- | ---- | ---- | ---- | ---- |
| 277  | 254  | 233  | 230  | 247  | 233  | 224  | 216  | 230  |

| 2014 | 2019 | 2022 | - | - | - | - | - | - |
| ---- | ---- | ---- | - | - | - | - | - | - |
| 244  | 254  | 248  | - | - | - | - | - | - |

### Enseignement
La commune dépend de l'académie de Toulouse. Elle ne dispose plus d'école en 2019.

## Économie

### Revenus
En 2018, la commune compte 111 ménages fiscaux, regroupant 258 personnes. La médiane du revenu disponible par unité de consommation est de 20 200 € (20 420 € dans le département).

### Emploi
|                | 2008  | 2013  | 2018   |
| -------------- | ----- | ----- | ------ |
| Commune        | 3,3 % | 9,8 % | 11,1 % |
| Département    | 7,7 % | 9,4 % | 9,8 %  |
| France entière | 8,3 % | 10 %  | 10 %   |

En 2018, la population âgée de 15 à 64 ans s'élève à 143 personnes, parmi lesquelles on compte 79,9 % d'actifs (68,7 % ayant un emploi et 11,1 % de chômeurs) et 20,1 % d'inactifs,. En  2018, le taux de chômage communal (au sens du recensement) des 15-64 ans est supérieur à celui du département et de la France, alors qu'en 2008 la situation était inverse.
La commune fait partie de la couronne de l'aire d'attraction de Lannemezan, du fait qu'au moins 15 % des actifs travaillent dans le pôle,. Elle compte 23 emplois en 2018, contre 14 en 2013 et 11 en 2008. Le nombre d'actifs ayant un emploi résidant dans la commune est de 99, soit un indicateur de concentration d'emploi de 23,6 % et un taux d'activité parmi les 15 ans ou plus de 54,7 %.
Sur ces 99 actifs de 15 ans ou plus ayant un emploi, 15 travaillent dans la commune, soit 15 % des habitants. Pour se rendre au travail, 88 % des habitants utilisent un véhicule personnel ou de fonction à quatre roues, 3 % les transports en commun, 3 % s'y rendent en deux-roues, à vélo ou à pied et 6 % n'ont pas besoin de transport (travail au domicile).

## Culture locale et patrimoine

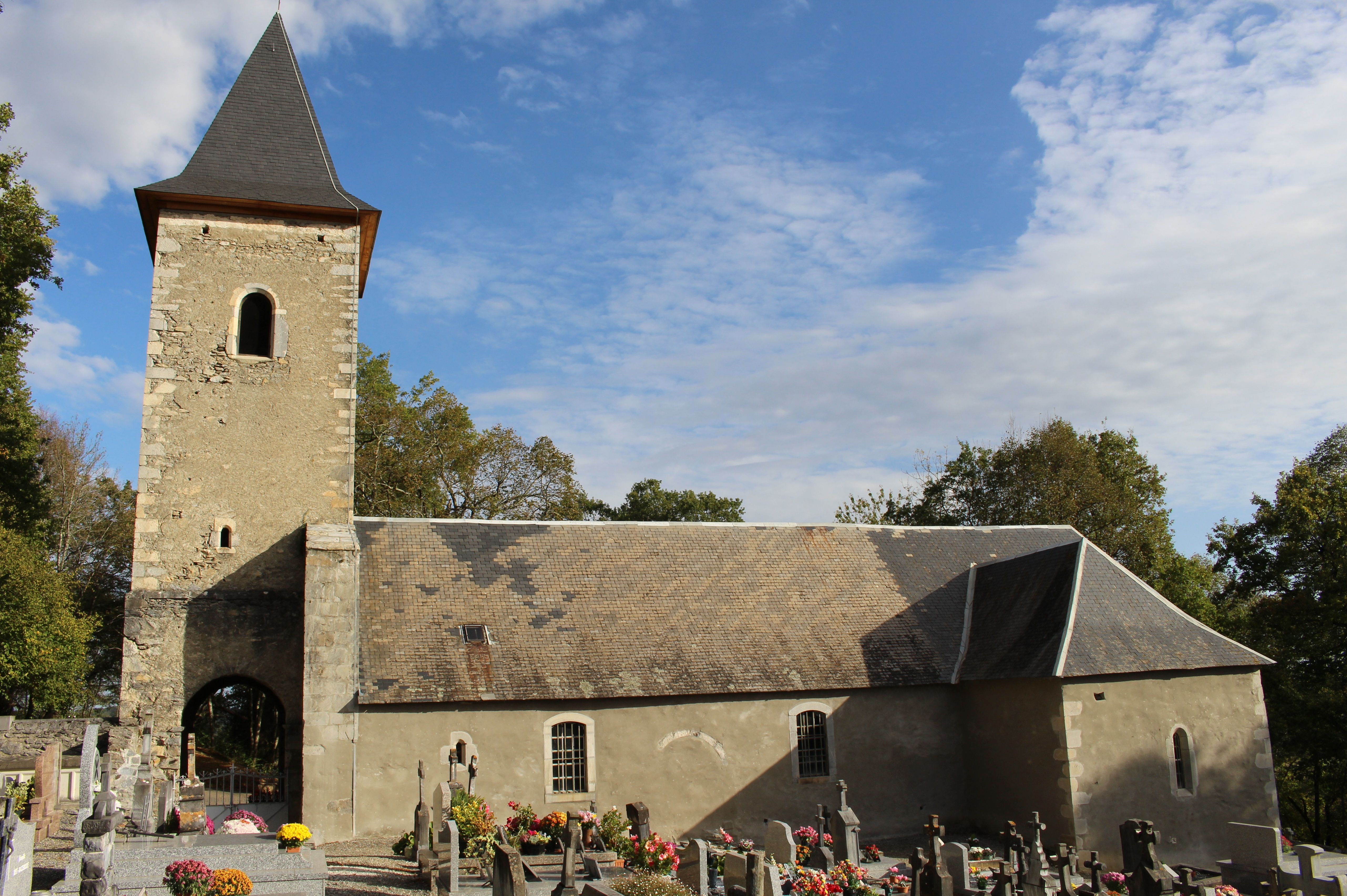
L'église Saint-Jacques en 2014.

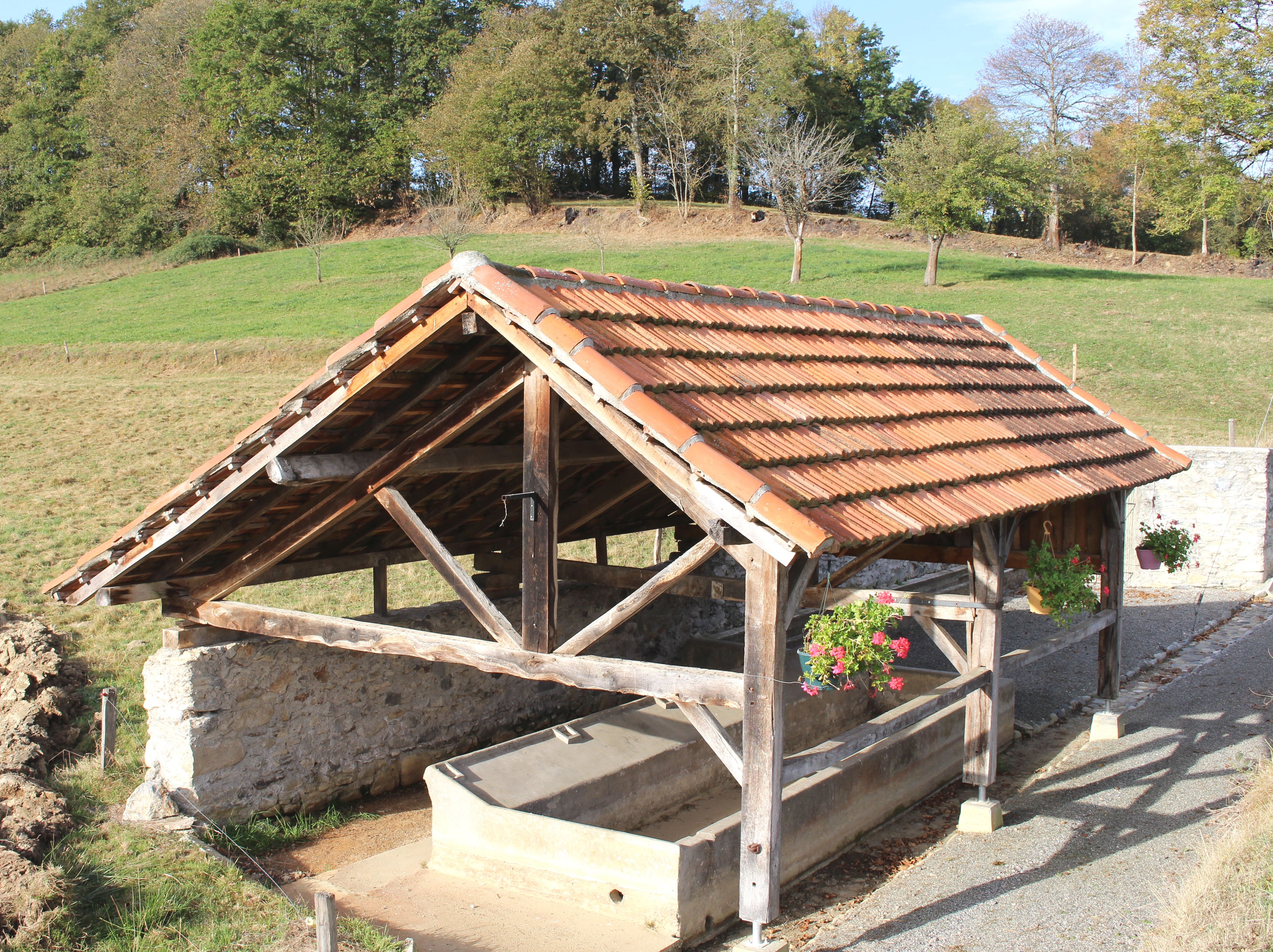
Le lavoir de Nouilhan.

### Lieux et monuments
- Église Saint-Jacques de Montoussé.
- Chapelle Notre-Dame-de-Nouillan. La chapelle semble avoir été érigée sur un ancien temple païen, à l'époque romaine les dieux honorés sont Mars, Ergé et Balex.. On raconte que la chapelle fut construite à la suite d'une chute de neige qui en aurait tracé les plans en plein cœur de l'été.

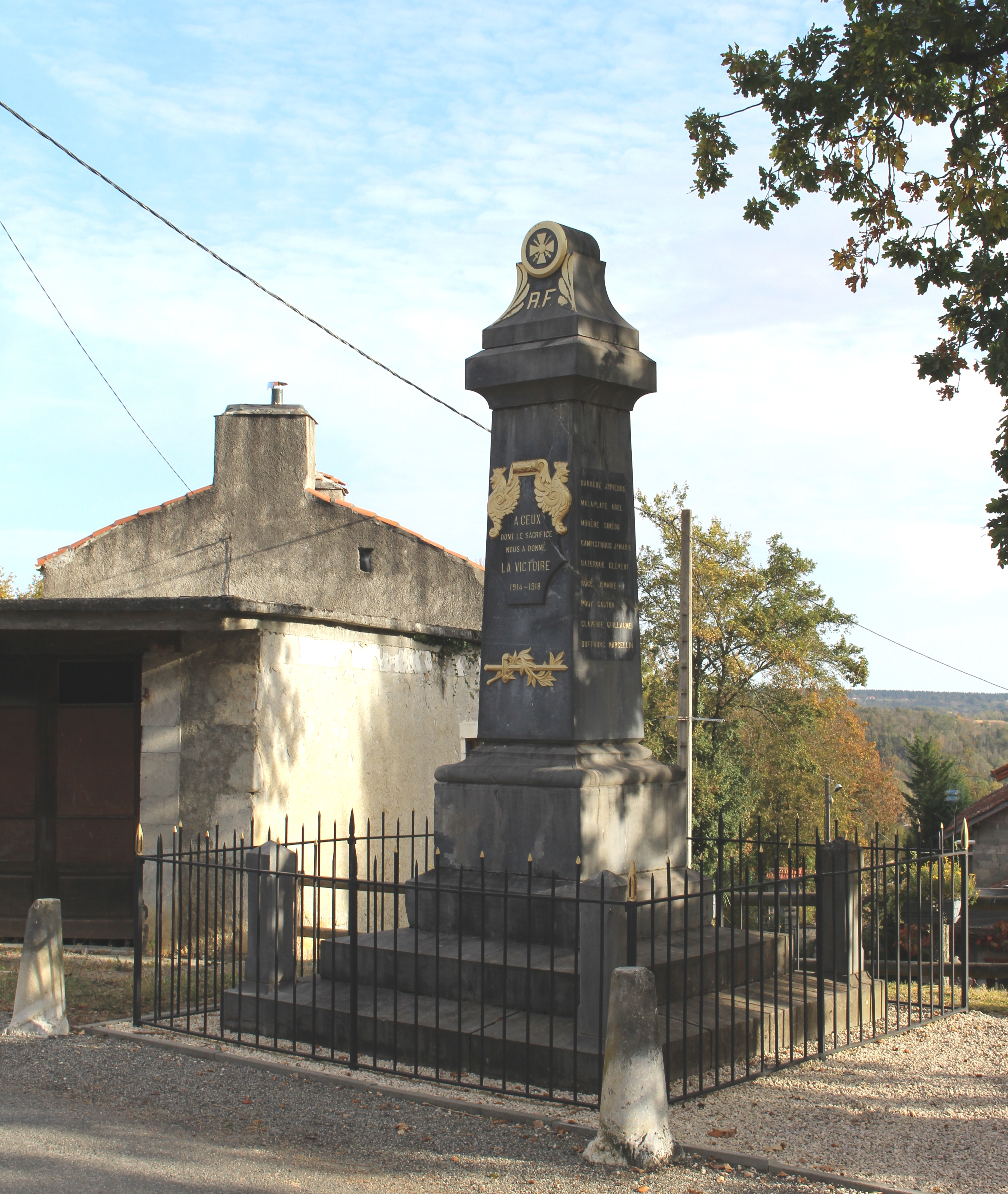
Le monument aux morts municipal.

- Ruines du château de Montoussé.
Le château de Montoussé dont les ruines couronnent fièrement le sommet d’une colline surplombant le village fut la propriété des rois de France depuis le XIIIe siècle jusqu’en 1789[56].
- Lavoir : de Nouilhan.

Sélection de vues des édifices religieux.
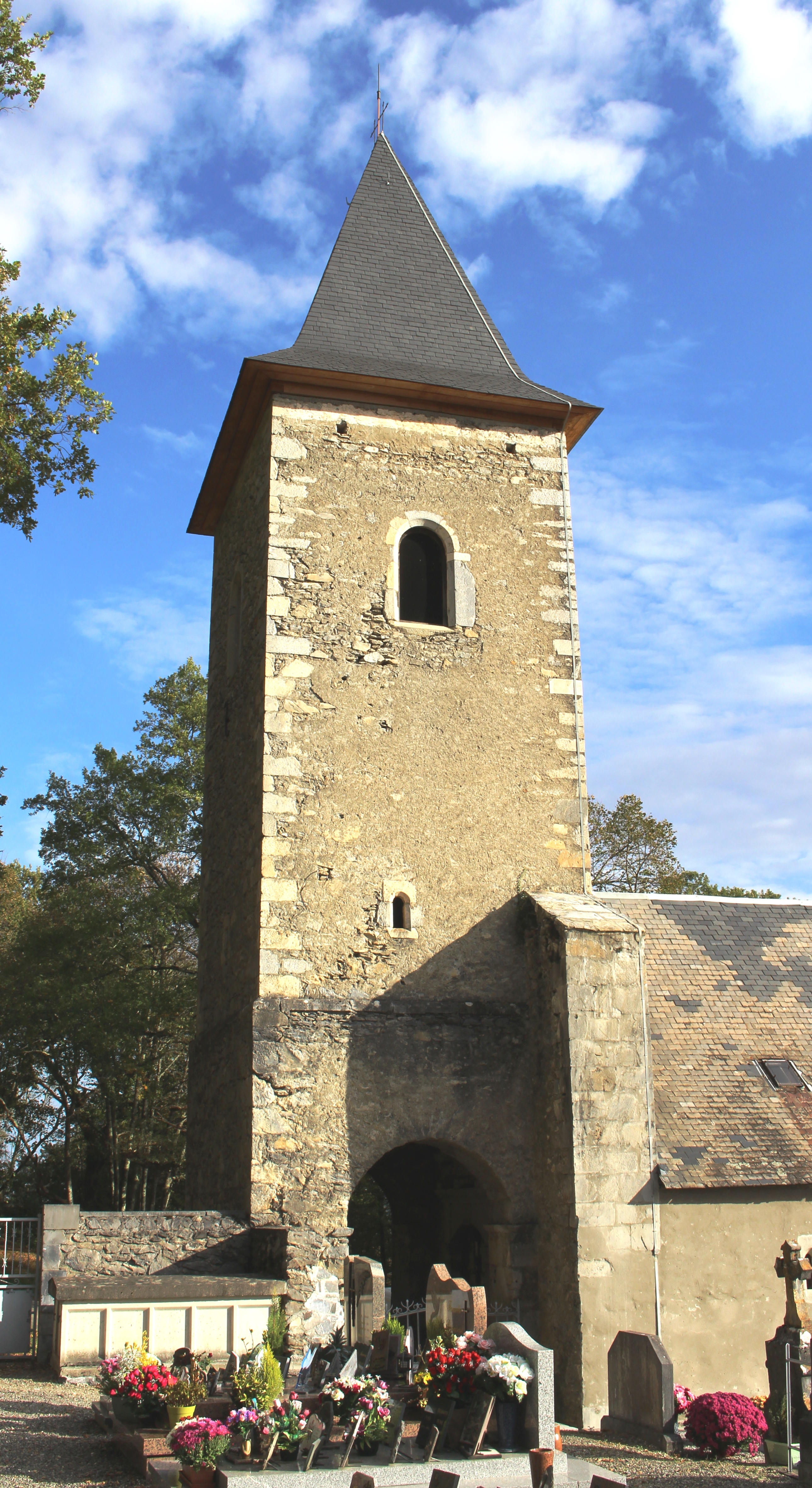
L'église
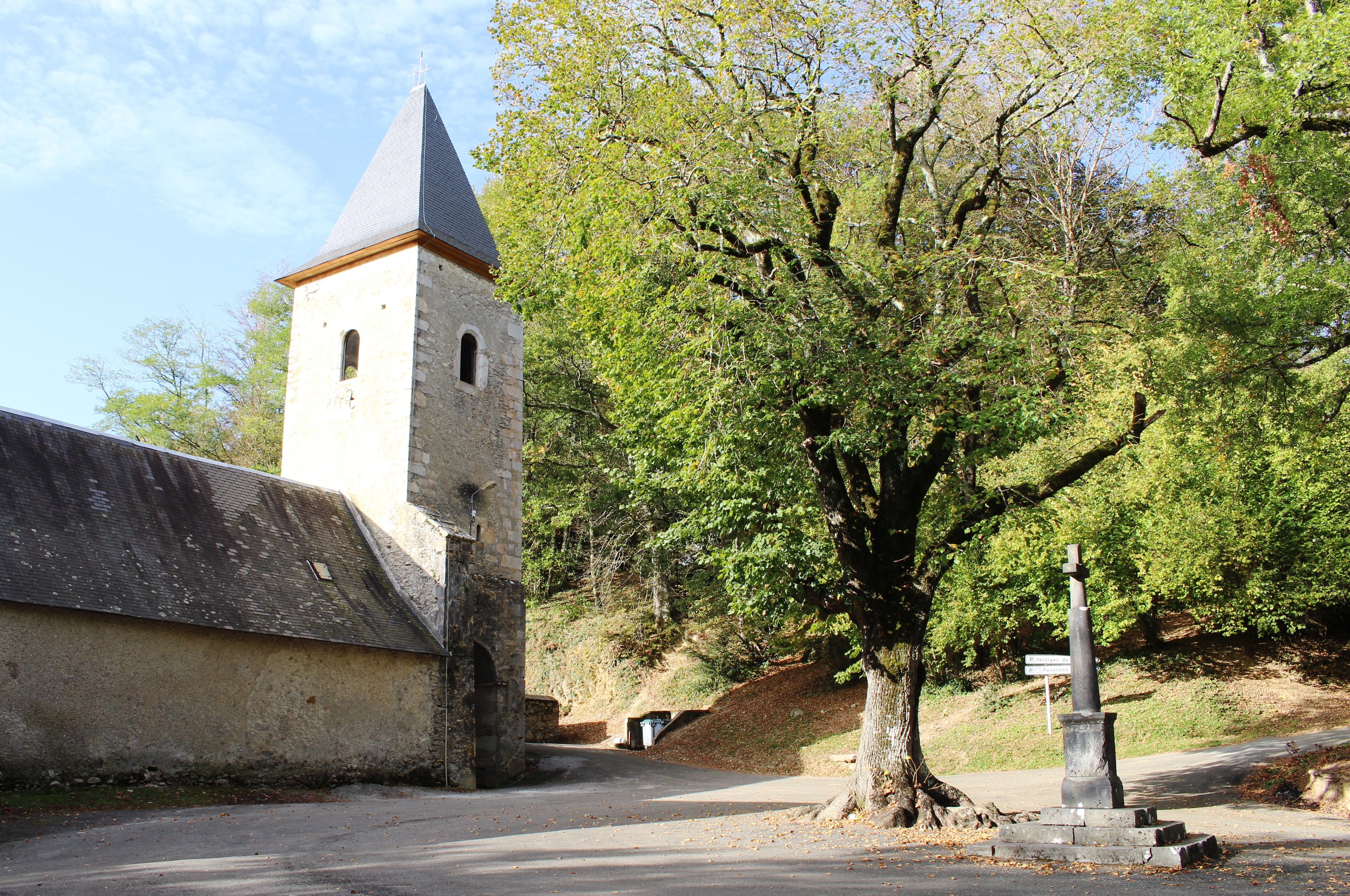
L'église Saint-Jacques
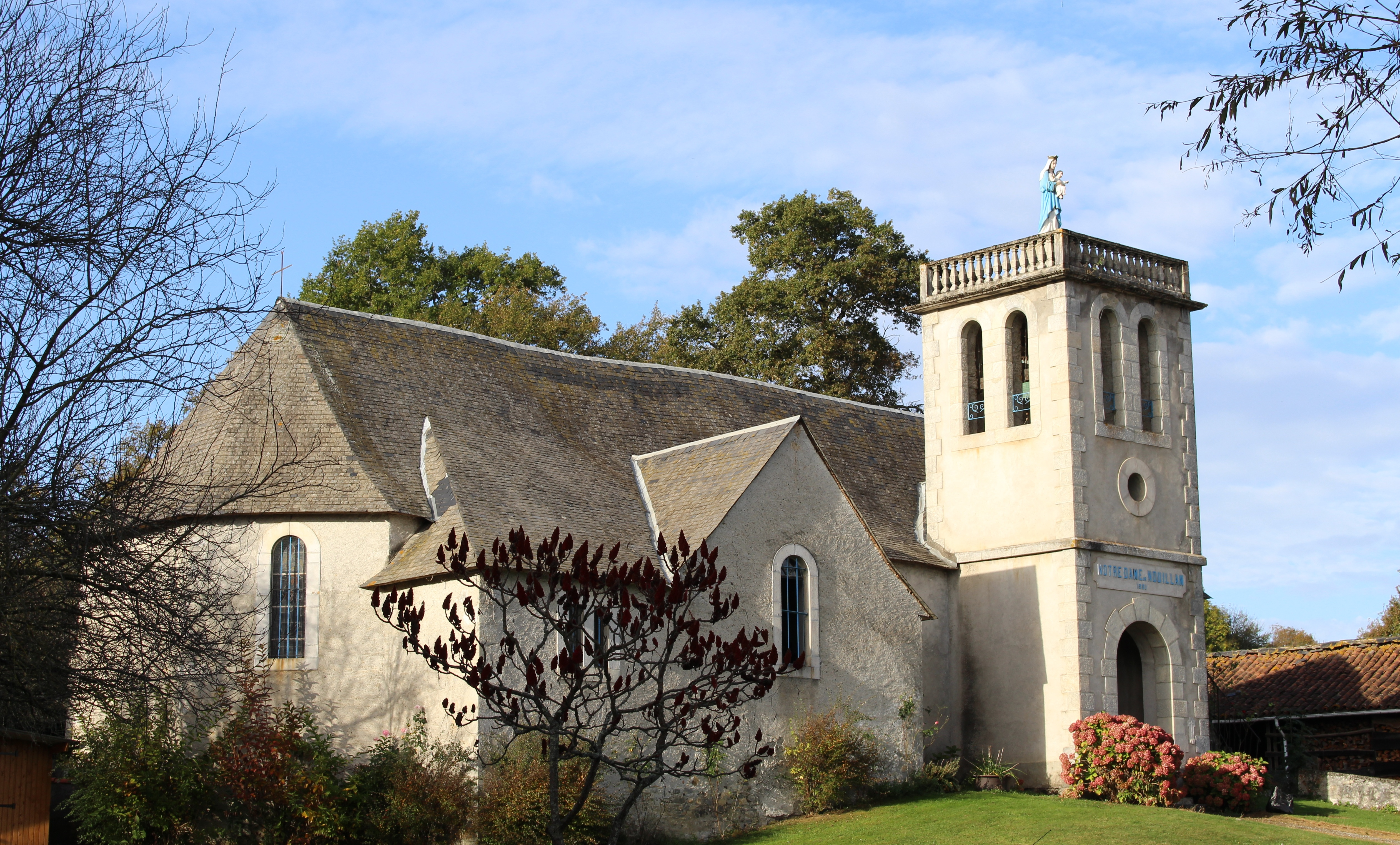
La chapelle

### Héraldique
| Blason | Blasonnement : D'azur à deux tours d'or ouvertes et maçonnées de sable à dextre et à l'ours passant au naturel à senestre, le tout sur un tertre cousu de sinople posé sur une champagne d'argent, à la vergette d'or sommée d'une fleur de lis du même mouvant de la champagne et brochant sur le tertre. |